# W.I.T.C.H. (série télévisée d'animation)
Cet article concerne la série télévisée. Pour la bande dessinée, voir W.I.T.C.H..
W.I.T.C.H. est une série télévisée d'animation franco-américaine en 52 épisodes de 22 minutes, adaptée par Claire Paoletti et diffusée entre le 18 décembre 2004 et le 23 décembre 2006 sur ABC dans le bloc de programmation ABC Kids aux États-Unis, et dès le 3 février 2005 sur France 3 dans le bloc France Truc / Toowam.
C'est une adaptation de la bande dessinée italienne éponyme créée par Elisabetta Gnone et éditée par Disney Publishing Worldwide.
Dans le monde, elle a principalement été diffusée ou rediffusée sur les chaînes du groupe Disney, dont notamment ABC Family, Toon Disney, Jetix, Disney Channel ou encore Disney XD. Au Québec, elle a été diffusée à partir du 10 septembre 2005 à la Télévision de Radio-Canada dans La Grosse Minute.

## Synopsis
Will, Irma, Taranee, Cornelia et Hay Lin, cinq meilleures amies, voient leurs vies bouleversées lorsqu'elles apprennent qu'elles sont élues comme gardiennes pour protéger la muraille qui sépare Méridian, un monde obscur, de la Terre, grâce à leurs pouvoirs liés aux quatre éléments : l'eau, feu, terre et l'air et surtout le dernier élément: la Quintessence.
Elles vont devoir affronter le terrible prince de Méridian, Phobos, et son monstrueux serviteur, Cédric (mi-homme mi-lézard), qui menacent la Terre pour retrouver la mystérieuse princesse de Méridian, disparue depuis son enfance et dont la rumeur dit qu'elle se cache sur Terre, sans connaitre son véritable destin.

## Distribution

### Voix anglophones
Personnages principaux
- Kelly Stables : Wilhelmina « Will » Vandom
- Candi Milo : Irma Lair
- Kali Troy (en) : Taranee Cook
- Christel Khalil : Cornelia Hale
- Liza del Mundo (en) : Hay Lin
- Greg Cipes : Caleb

Personnages secondaires
- Lauren Tom : Yan Lin / Susan Vandom
- Serena Berman (en) : Elyon Portrait
- Mitchell Whitfield (en) : Phobos
- Steven Blum : Blunk
- Dee Bradley Baker : Lord Cédric / Martin
- Byrne Offutt (en) : Vathek
- Jason Marsden : Matthew « Matt » Olsen
- Kath Soucie : Nérissa (saison 2)

### Voix françaises
Note : Faute de sources, la liste des voix françaises de la série est incomplète.
Personnages principaux
- Karine Pinoteau : Wilhelmina « Will » Vandom
- Célia Charpentier : Irma Lair
- Colette Noël : Taranee Cook
- Sybille Tureau : Cornelia Hale
- Laura Pelerins : Hay Lin
- Taric Mehani : Caleb

Personnages secondaires
- Cathy Cerda : Yan Lin
- Bérangère Jean : Princesse Elyon Portrait
- Thierry Kazazian : Phobos
- Gilbert Levy : Blunk
- Frédéric Popovic : Lord Cédric
- Benoît Allemane : Vathek
- Nathalie Bleynie : Susan Vandom
- Yoann Sover : Matthew « Matt » Olsen
- Nathalie Homs : Chris / Nérissa (saison 2)

 Source et légende : version française (VF) sur RS Doublage et Planète Jeunesse

## Développement

### Production
Les deux premières saisons de la série adaptent très librement les deux premiers arcs de la bande dessinée intitulés Les Douze Portails et La Revanche de Nérissa.
La série ne connut pas le même succès que la bande dessinée et après la diffusion de la deuxième saison, elle ne fut pas reconduite pour une troisième saison. La production avait prévu que cette saison adapte le troisième arc de la bande-dessinée et se termine par un épisode plus long sous forme de téléfilm.

### Fiche technique
- Titre original : W.I.T.C.H.
- Développement : Claire Paoletti, d'après la bande dessinée de Elisabetta Gnone
- Direction artistique : Fernando Lira
- Storyboard : Christophe Villez
- Animation : Edward Schimara
- Musique : Alain Garcia et Noam Kaniel
- Casting : Joey Paul
- Production : Bruno Bianchi, Dana Booton et Nancy Neufeld Callaway
- Producteurs exécutif : Olivier Dumont, Andrew Nicholls, Jacqueline Tordjman et Darrell Vickers
- Sociétés de production : SIP Animation et Jetix International, avec la participation de France Télévisions
- Sociétés de distribution : The Walt Disney Company
- Pays d'origine :  États-Unis et  France
- Langue originale : français, anglais
- Format : couleur - 4:3 - Stéréo
- Genre : Série d'animation d'aventure et fantasy
- Durée : 22 minutes

 Sauf indication contraire, les informations mentionnées dans cette section peuvent être confirmées par la base de données cinématographiques IMDb,  présente dans la section « Liens externes ».

## Épisodes

### Première saison (2004-2005)
Composée de 26 épisodes, elle est basée sur l'arc Les Douze Portails (The Twelve Portals) de la bande dessinée. Aux États-Unis, les deux premiers épisodes ont été diffusés en avant-première le 18 décembre 2004, puis la diffusion s'est déroulée entre le 15 janvier et le 17 août 2005 sur sur ABC dans le bloc ABC Kids. En France, elle a été lancée le 3 février 2005 sur France 3 dans le bloc France Truc.
1. Tout a commencé… (It Begins)
2. Tout a recommencé (It Resumes)
3. La clé (The Key)
4. Joyeux anniversaire, Will (Happy Birthday, Will)
5. Faites votre B.A (A Service to the Community)
6. Le labyrinthe (The Labyrinth)
7. Diviser pour mieux régner (Divide and Conquer)
8. Le guet-apens de Torus (Ambush at Torus Filney)
9. Retour du Traqueur (Return of the Tracker)
10. Un tableau très vivant (Framed)
11. L'étoile de Thrébe (The Stone of Threbe)
12. La révélation (The Princess Revealed)
13. Un monstre à la Une (Stop the Presses)
14. Réunion de famille (Parents' Night)
15. Les limaces (The Mudslugs)
16. Les fantômes d'Elyon (Ghosts of Elyon)
17. Les Mogriffs (The Mogriffs)
18. Le cor d'Hypnos (Walk This Way)
19. La mine sous-marine (The Underwater Mines)
20. Le sceau de Phobos (The Seal of Phobos)
21. Les évadés de Cavigor (Escape From Cavigor)
22. Le défi de Caleb (Caleb's Challenge)
23. La bataille des plaines de Méridian (The Battle of Meridian Plains)
24. Le sauvetage rebelle (The Rebel Rescue)
25. Le cœur volé (The Stolen Heart)
26. L'ultime combat (The Final Battle)

### Deuxième saison:Dimension W.I.T.C.H.(2006)
Composée de 26 épisodes, elle est basée sur l'arc La Revanche de Nérissa (Nerissa's Revenge) de la bande dessinée. Aux États-Unis, elle a été diffusée entre le 5 juin et le 23 décembre 2006. En France, elle a été diffusée sur France 3 dans le bloc Toowam.
1. A comme Anonymat (A is for Anonymous)
2. B comme Bafouer (B is for Betrayal)
3. C comme Changements (C is for Changes)
4. D comme Dangereux (D is for Dangerous)
5. E comme Ennemie (E is for Enemy)
6. F comme Façades (F is for Facades)
7. G comme Guerre aux déchets (G is for Garbage)
8. H comme Harcèlement (H is for Hunted)
9. I comme Illusion (I is for Illusion)
10. J comme Joyau (J is for Jewel)
11. K comme Karma (K is for Knowledge)
12. L comme Loser (L is for Loser)
13. M comme Miséricorde (M is for Mercy)
14. N comme Narcissique (N is for Narcissist)
15. O comme Obéissance (O is for Obedience)
16. P comme Protecteurs (P is for Protectors)
17. Q comme Quête (Q is for Quarry)
18. R comme Résolue (R is for Relentless)
19. S comme Suprématie (S is for Self)
20. T comme Traumatisme (T is for Trauma)
21. U comme Unies (U is for Undivided)
22. V comme Victoire (V is for Victory)
23. W comme W.I.T.C.H. (W is for W.I.T.C.H.)
24. X comme Xanadu (X is for Xanadu)
25. Y comme Yin et Yang (Y is for Yield)
26. Z comme Zénith (Z is for Zenith)

## Autour de la série

### Jeu vidéo
En 2005, la série a été adaptée en jeu vidéo sur la console Game Boy Advance. Intitulé W.I.T.C.H., le jeu a été développé par le studio Climax Group et a été édité par Disney Interactive. Le jeu se déroule pendant la première saison de la série et dévoile une histoire inédite.
En 2008, un autre jeu W.I.T.C.H. a été édité par Disney Interactive sur PC, mais ce dernier n'a aucun rapport avec la série, étant une adaptation de la bande-dessinée.

### Sortie DVD
Entre 2006 et 2007, The Walt Disney Company France a édité la première saison de la série en DVD, répartie en 6 DVD de 4 à 5 épisodes. Disney n'a pas édité la deuxième saison en France.